# Дрезденський замок-резиденція
Дрезденський замок-резиденція (нім. Dresdner Residenzschloss) — колишня резиденція саксонських курфюрстів (1464–1485, 1547–1806) і королів (1806–1918). Палац-резиденція є одним з найстаріших будівель Дрездена, а в його зовнішньому вигляді можна знайти елементи різних середньовічних архітектурних стилів.

## Історія

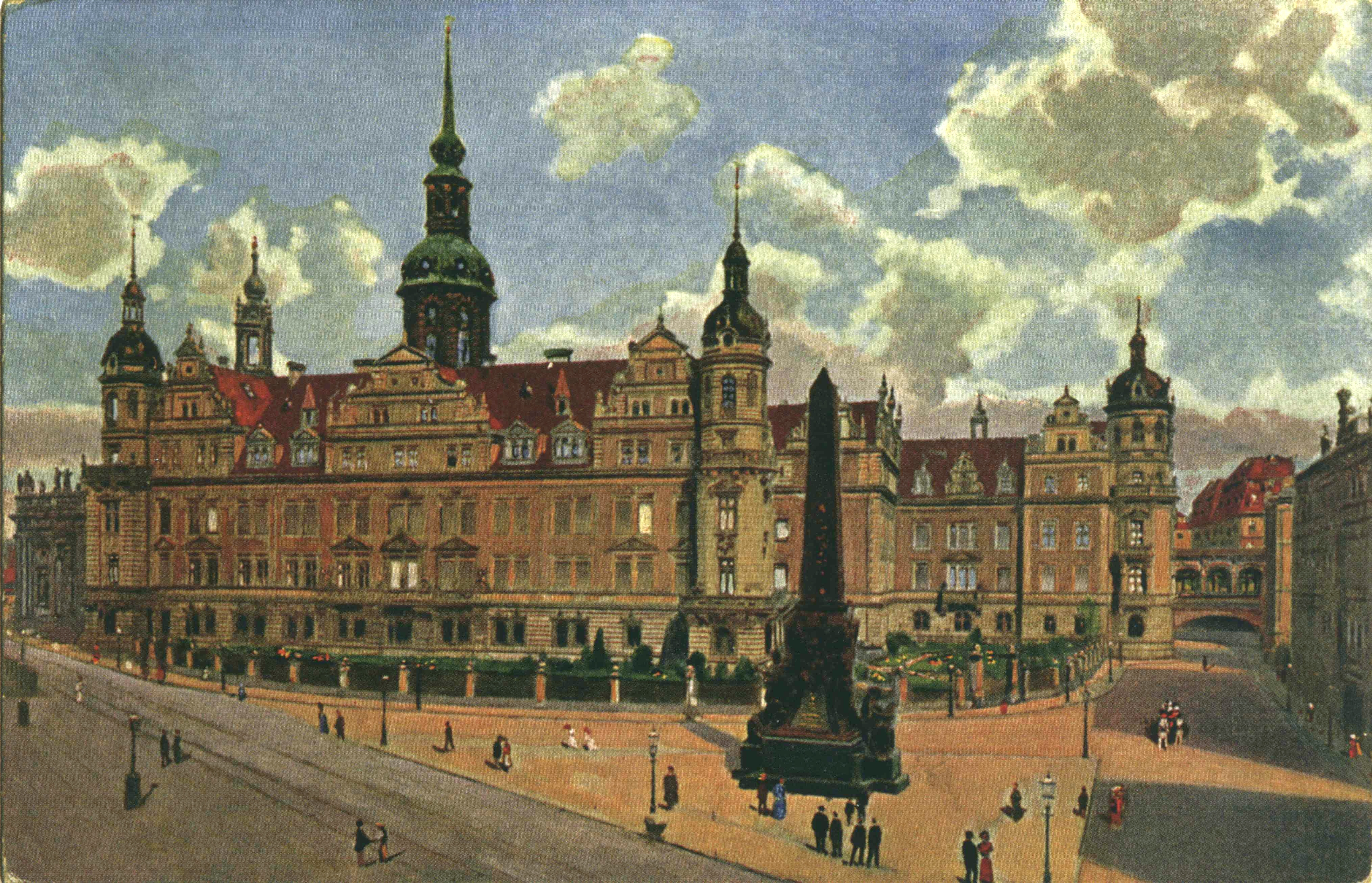
Замок у 1896 році

Перша згадка про фортецю на цьому місці відноситься до 1289 року, хоча вона могла тут бути вже наприкінці XII сторіччя — судячи з того, що в той час поруч існував дерев'яний міст через Ельбу, потреби в якому без наявності в цій місцевості значимої фортечної споруди просто не було. У 1289 році через Ельбу був «перекинутий» вже кам'яний міст. Вивчення фундаментів та інших «ранніх» елементів фортеці дозволило вченим судити про те, що спочатку це була швидше за все невелика романська фортецю з внутрішнім двором приблизно 35 на 40 метрів

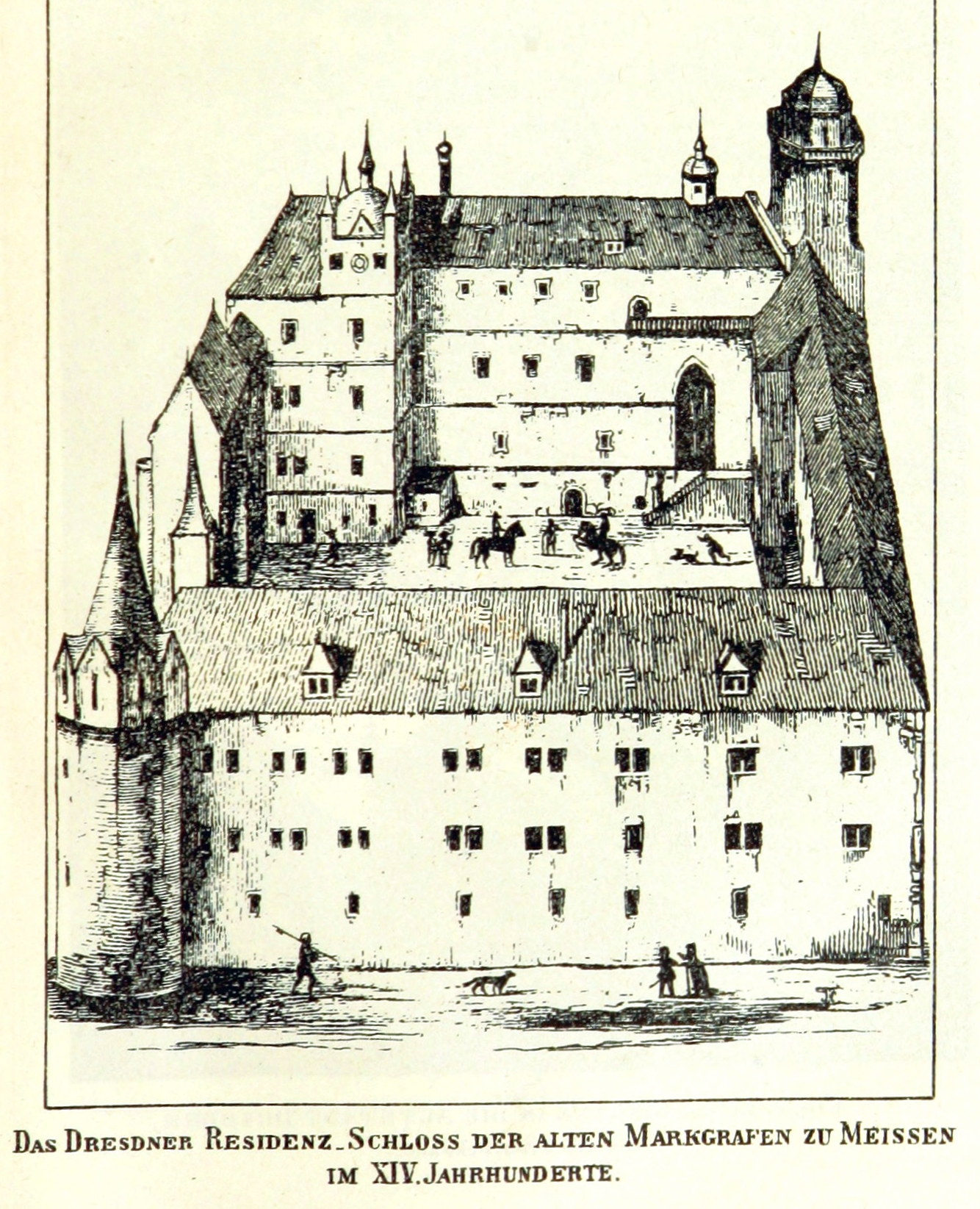
Дрезденський замок у XIV ст.

Проходили століття і палац постійно змінював свій вигляд, набуваючи все нові і нові риси модних віянь архітектури і втрачаючи елементи архітектурних стилів, більш не вважались «модними». На місці нинішньої Вартової вежі розташовувалася одна з квадратних кутових оборонних веж, пізніше надбудована шестигранною будовою, пізніше перетвореною в північну Сторожову вежу.

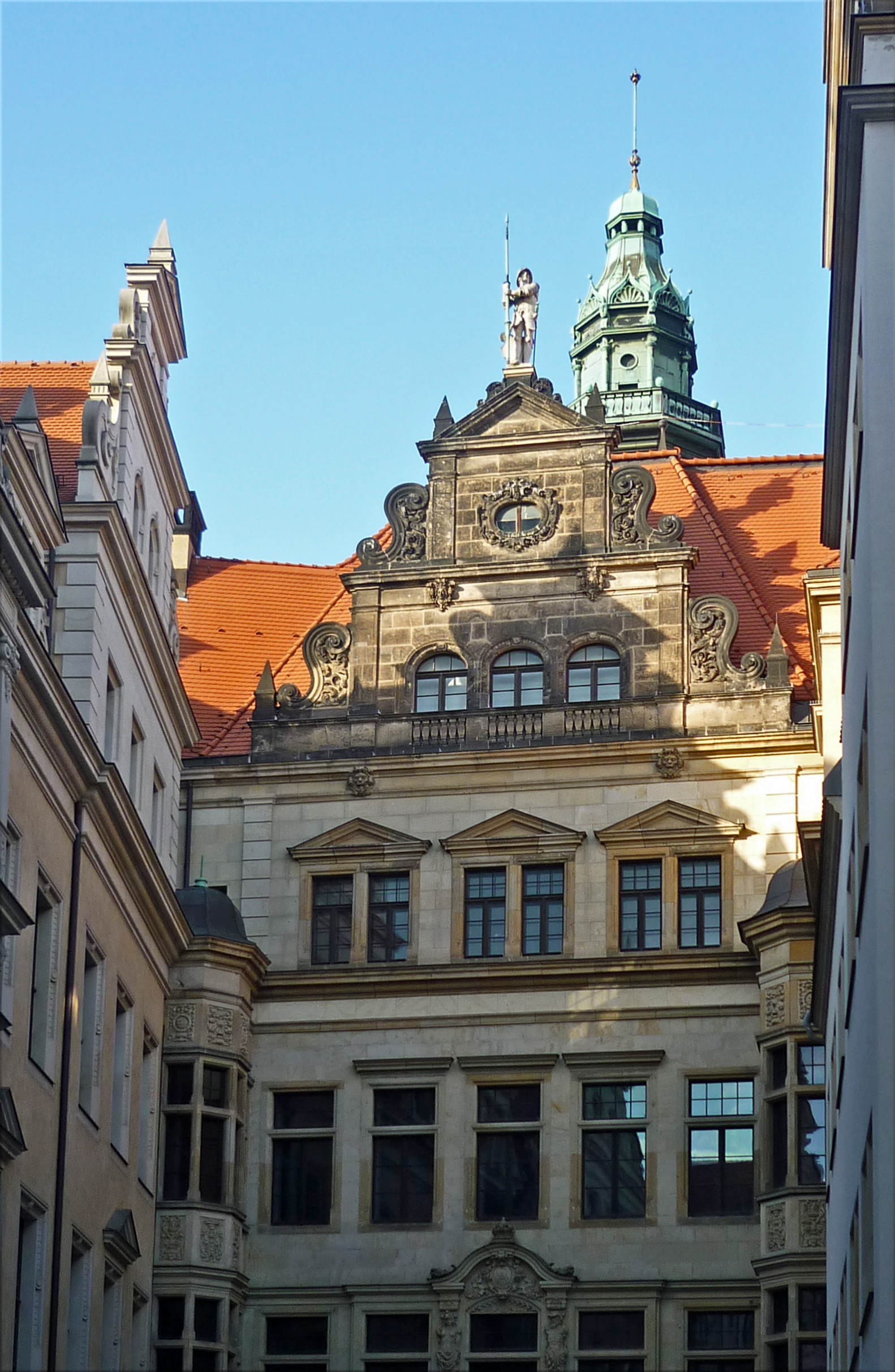
Південна сторона Георгієвських воріт

У XV столітті Дрезденський палац-резиденція набув популярного в Пізньому Середньовіччі Німеччини вигляд триповерхового чотиристороннього замку італійського «зразка». У 1530-58 роках відбулися чергові кардинальні зміни в первісному вигляді фортеці. Саксонський герцог Георг Бородатий перебудовує Ельбські ворота, які після реконструкції отримують його ім'я і стають Георгіївськими.
В 1548 році за перебудову замку взявся курфюрст Моріц, при якому будова нарешті отримує статус офіційної резиденції. Для створення належного даному статусу палацу в стилі Ренесанс курфюрст запрошує архітекторів Бастіана, Ганса Крамера і Ганса фон Ден-Ротфельзена, які повністю перебудовують палац. Замок було вирішено розширити, через що він позбувся західного флігеля, зате обзавівся новими південним і північним, повністю відгородитися внутрішній двір. Західніше знесеної частини в 1558 році було споруджено будинок Моріцбау. На першому поверсі західного флігеля розмістили «таємне сховище» курфюрста з метровими стінами, за якими зберігалися королівські скарби. Згодом, уже в наш час, сховище було переобладнано під всесвітньо відомі Зелені склепіння Дрездена. У результаті внесених змін внутрішній двір замку був збільшений майже вдвічі — курфюрст Моріц планував проводити тут лицарські турніри, для чого були зведені ще три внутрішні вежі за аналогією з французьким замком Шамбор. Частина замку, якої реконструкція не торкнулася (східніше Вартової башти), стала згодом іменуватися Старим будинком, нова (на захід вежі) була доповнена придворною капелою із золотими воротами. Наприкінці XVI століття на півдні було прибудовано ще одне невеличке приміщення, що створило ще один невеликий внутрішній двір.

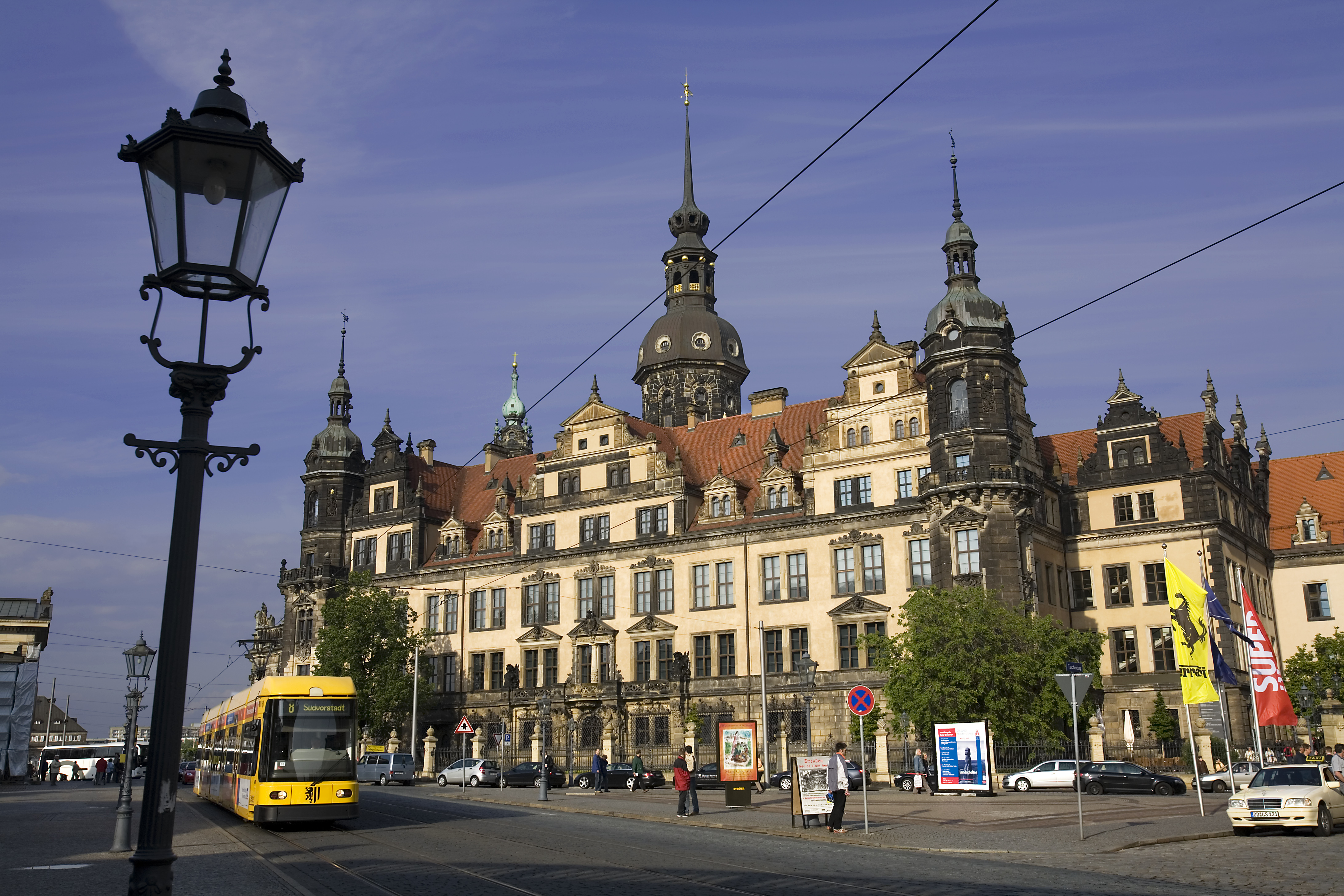

В кінці XVII століття Сторожова вежа позбулася свого абсолютно плоского даху і була обладнана високим бароковим куполом зі шпилем, що збільшило її загальну висоту до 101 метра. В 1693 році Дрезденський замок-резиденція обладнується другими, Зеленими воротами на півночі під Сторожовою вежею (до цього були тільки південні в'їзні ворота). У 1701 році в палаці сталася сильна пожежа, яка знищила східний флігель і Георгіївські ворота, проте ж замок швидко відреставрували, при цьому залишивши все в первісному вигляді — при тому, що Дрезден того часу стрімко перетворювався в набирає популярність стилі бароко.
1889 рік ознаменував нову віху в історії Дрезденського палацу-резиденції — саме тоді замок почав набувати свій нинішній вигляд. Король Альберт вирішив провести масштабну реструктуризацію замку, приурочену 800-річчю династії Веттинів, для чого архітекторам Густаву Дунгеру і Густаву Фреліху було доручено провести повну реконструкцію та реставрацію історичної пам'ятки. У південній стороні замку з'явилася нова необарочна будівля палацу Ташенберг, поєднана галереєю «Довгий прохід» з Іоганнеумом. У цьому невеликому палаці згодом оселилася королівська родина. Північна сторона замку була об'єднана з Кафедральним Собором Святої Трійці таким же критим переходом. У підсумку в 1901 році, після закінчення всіх робіт, Дрезденська королівська резиденція засяяла новими фарбами — придбану пишність вона зберегла досі.
Велика частина замку була знищена 13 лютого 1945 під час бомбардування Дрездена. Геральдичний, срібні та бронзові зали були знищені. Тим не менш, колекція збереглася, бо була перевезена у фортецю Кенігштайн в перші роки війни.
За перші 15 років після закінчення Другої світової війни, не було зроблено спроб, щоб відновити замок, за винятком установки тимчасового даху у 1946 році. Відновлення почалося в 1960-х роках з установкою нових вікон. Відбудова замку було завершена в 2013 році.

## Визначні пам'ятки

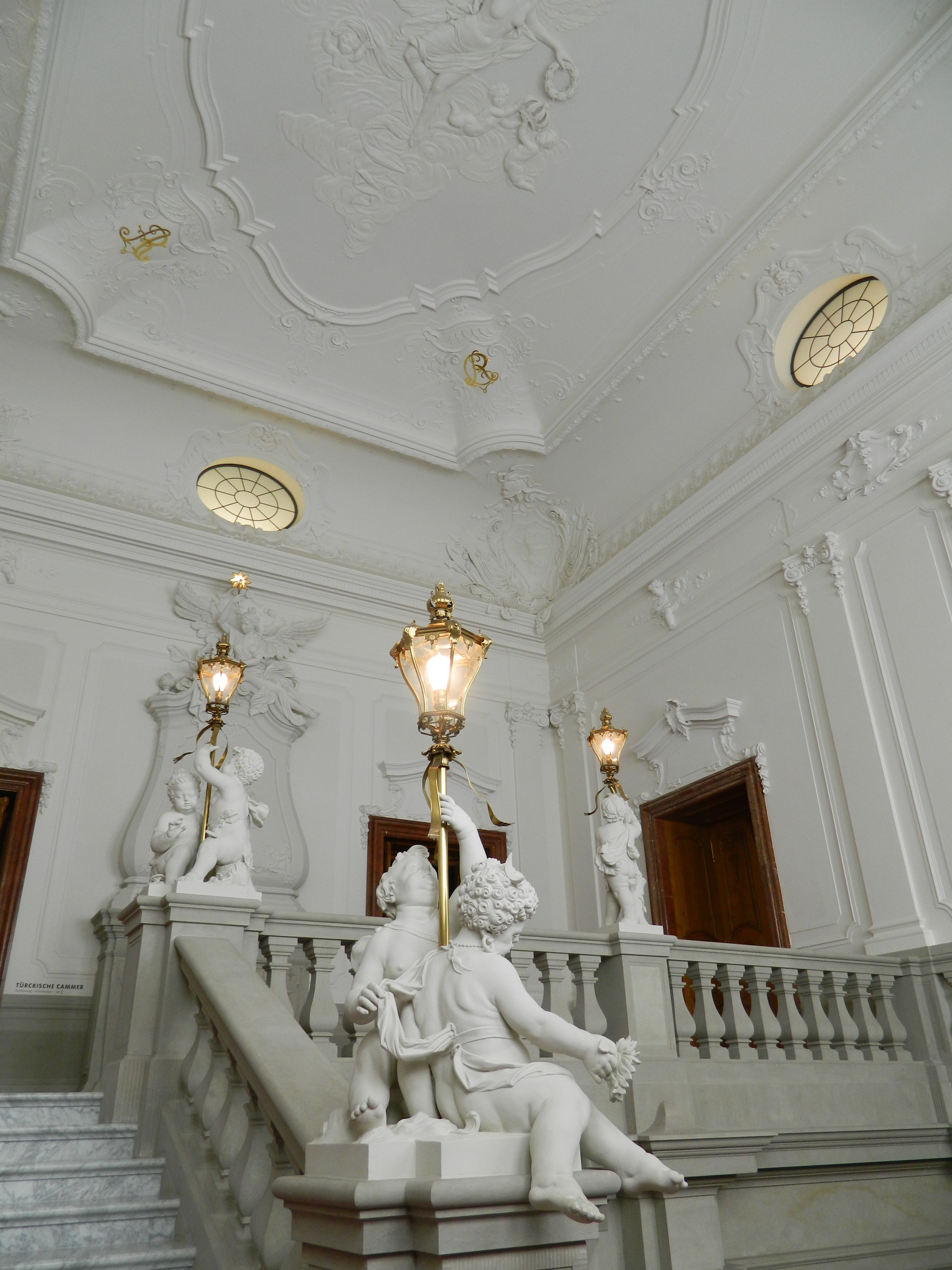
Англійські сходи

Основними визначними пам'ятками нинішнього замку-резиденції є Сторожова вежа на північному його боці, палац Ташенберг, придворна капела і, власне, його унікальні інтер'єри: Нумізматичний і Гравюрний кабінети, а також вже згадана раніше знаменита дрезденська колекція коштовностей — найбагатша колекція коштовностей в Європі, беззмінно експонується в музеї Зелені склепіння, що розташований в Залі коштовностей «Pretiosensaal» Дрезденського палацу-резиденції. Назва Зелені Склепіння походить ще з того часу, коли пофарбовані в малахітово-зелений колір колони залу ще не були закриті дзеркалами. На зовнішній стіні галереї «Довгий хід» (нім. Langer Gang), складової північної стіни конюшного двору «Штальхофен» (нім. Stallhof), розміщене 100-метрове панно «Хода князів». Сьогодні Дрезденський палац-резиденція, поряд з Оперним театром Земпера, прикрашає собою Театральну площу «Старого міста».